# Úpská niva
Úpská niva je geomorfologický okrsek v severní části Úpsko-metujské tabule, ležící v okrese Náchod v Královéhradeckém kraji.

## Poloha a sídla

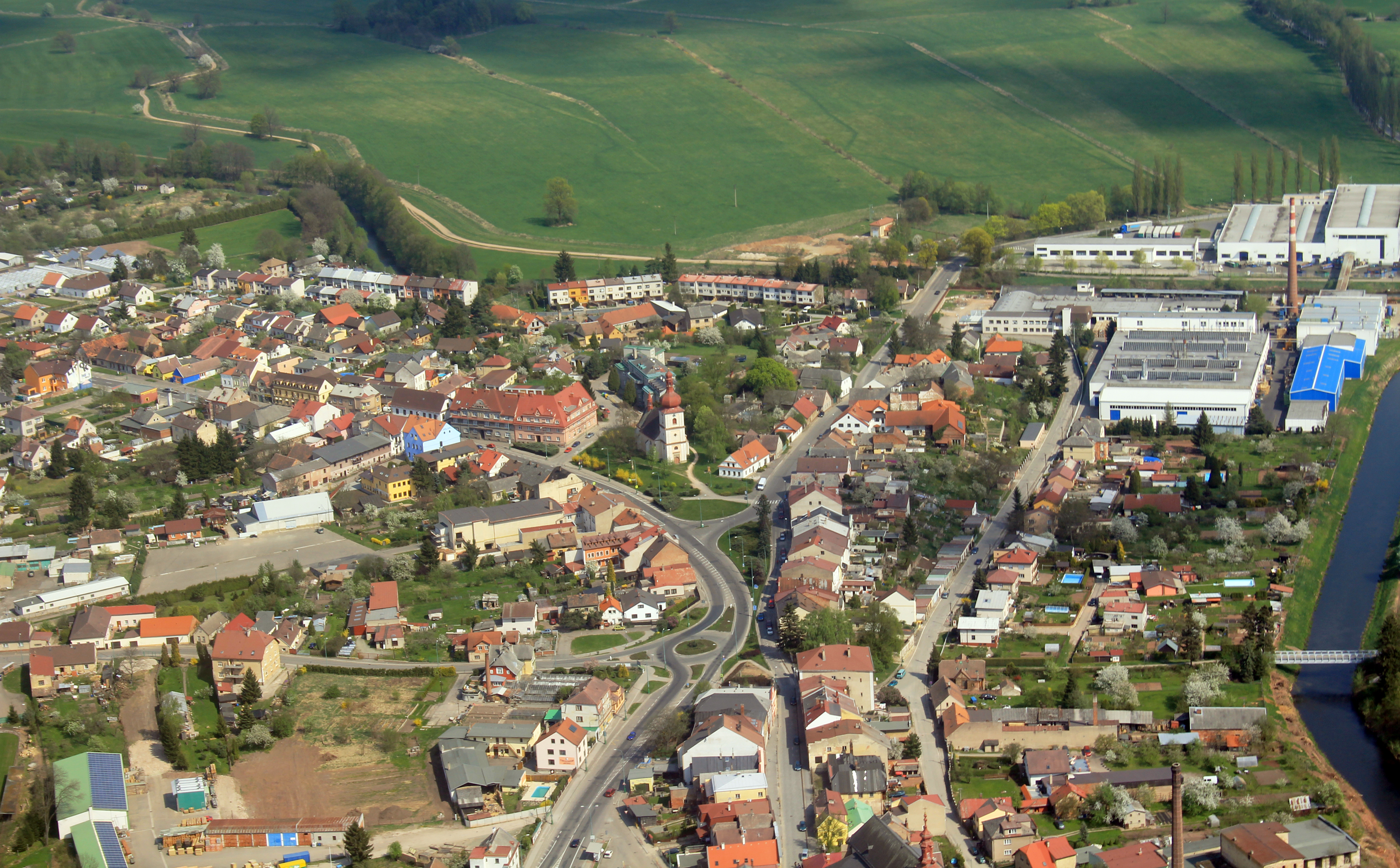
Východní okraj Jaroměře poblíž soutoku Úpy a Labe

Pás okrsku kolem řeky Úpy se táhne zhruba mezi sídly Jaroměř (na jihozápadě) a Zlíč (na severovýchodě). Uvnitř okrsku leží částečně město Česká Skalice.

## Geomorfologické členění
Okrsek Úpská niva (dle značení Jaromíra Demka VIC–2A–2) geomorfologicky náleží do celku Orlická tabule a podcelku Úpsko-metujská tabule.
Alternativní členění Balatky a Kalvody okrsek Úpská niva nezná, uvádí pouze dva jiné okrsky Orlické tabule: Českoskalická tabule (jeho podokrsek Rychnovecká kotlina se územně zhruba shoduje s Úpskou nivou) a Novoměstská tabule.
Niva sousedí s dalšími okrsky Orlické tabule (Českoskalická plošina na severozápadě a Rychnovecká tabule na jihovýchodě) a s celky Východolabská tabule na jihozápadě a Krkonošské podhůří na severovýchodě.